# Лазюк Інеса Іллівна
Інеса Іллівна Лазюк (біл. Інеса Ільінічна Лазюк, рос. Инесса Ильинична Лазюк; 20 березня 1928, Словечно, Єльський район, Гомельська область) — білоруський рентгенолог, кандидат медичних наук, професор.

## Біографія
Закінчила лікувальний факультет Мінського медичного інституту (1950). У 1965 р. захистила кандидатську дисертацію на тему «Одномоментна двостороння бронхографія під наркозом».
З 1966 р. працювала асистентом кафедри рентгенології БілДІУУ, якою завідувала професор Б. М. Сосіна. У 1980 р. присвоєно звання доцента.
З 1979 р. по 1999 р. завідувала кафедрою дитячої рентгенології, з 1999 року — професор кафедри діагностичних технологій. Звання професора присвоєно без захисту докторської дисертації у 1992 р. за сукупністю робіт на тему «Рентгенодіагностика невідкладних станів органів грудної порожнини вродженої та набутої етіології». Нею опубліковано 237 робіт, з них — 9 монографій у співавторстві. З 2004 р. на відпочинку.
Під керівництвом І.І. Лозюк виконані 4 кандидатські дисертації. З 1970 р. була головою Міського наукового товариства променевих діагностів, заступником голови Республіканського наукового товариства.